# Liste der Mitglieder der National Academy of Sciences/1950
Im Jahr 1950 wählte die National Academy of Sciences der Vereinigten Staaten 32 Personen zu ihren Mitgliedern.

## Neugewählte Mitglieder
- Charles Best (1899–1978)
- Albert Francis Birch (1903–1992)
- Salomon Bochner (1899–1982)
- James F. Bonner (1910–1996)
- Ernst Cloos (1898–1974)
- Lyman Craig (1906–1974)
- Lester Dragstedt (1893–1975)
- David R. Goddard (1908–1985)
- Herbert S. Harned (1888–1969)
- G. Evelyn Hutchinson (1903–1991)
- Malcolm Robert Irwin (1897–1987)
- Edward Kendall (1886–1972)
- Albert Jan Kluyver (1888–1956)
- Gerard Kuiper (1905–1973)
- Willard Libby (1908–1980)
- Fritz Albert Lipmann (1899–1986)
- R. Lorente de No (1902–1990)
- Frank Mann (1887–1962)
- Kenneth Maxcy (1889–1966)
- Charles Mees (1882–1960)
- Eger Murphree (1898–1962)
- Alfred O. C. Nier (1911–1994)
- Arthur E. Raymond (1899–1999)
- Bruno B. Rossi (1905–1993)
- B. F. Skinner (1904–1990)
- Julius A. Stratton (1901–1994)
- Victor Twitty (1901–1967)
- George Wald (1906–1997)
- Howel Williams (1898–1980)
- Ralph E. Wilson (1886–1960)
- Oskar Wintersteiner (1898–1971)
- Melville Wolfrom (1900–1969)